# Jatidrojok
Jatidrojok is een bestuurslaag in het regentschap Lamongan van de provincie Oost-Java, Indonesië. Jatidrojok telt 1805 inwoners (volkstelling 2010).